# Polska (taniec)
Polska (szw. „polski”) – skandynawski taniec ludowy występujący w trzech podstawowych odmianach:
- sextondelspolska – metrum 3/4, wzorowany na polonezie
- åttondelspolska – metrum 3/4, przypominający mazura
- triolpolska – w metrum trójmiarowym

Pochodzenie nazwy jest niepewne. Niektórzy rozpowszechnienie się tego tańca w XVII wieku wiążą z polskimi muzykami, którzy przybyli z Zygmuntem III Wazą na jego koronację na króla Szwecji, podczas gdy inni uważają, że jest to przypadkowa zbieżność nazw.